# Alfred Spieß
Alfred W. Spieß (* 12. Oktober 1919 in Hilden; † 27. Juni 2001 ebenda) war ein deutscher Jurist und Leitender Oberstaatsanwalt am Düsseldorfer Landgericht. Besondere Verdienste hat er bei der Suche nach Gerechtigkeit für die Opfer des Holocaust erworben. Unter anderem war er Leiter der Zentralstelle NRW für die Verfolgung von NS-Verbrechen und Ankläger in den Treblinka-Prozessen.

## Leben und Karriere
Spieß machte ab Anfang der 1950er-Jahre Karriere vom Gerichtsassessor bis zum Leitenden Oberstaatsanwalt. 1974 übertrug ihm die Landesregierung die Leitung der Staatsanwaltschaft Wuppertal. Später wurde er Leiter der Staatsanwaltschaft Düsseldorf.

## Bedeutende Gerichtsverfahren
Seinen Recherchen in seiner Funktion als  Oberstaatsanwalt in Düsseldorf ist es zu verdanken, dass sich Vorgeschichte, Planung und Verlauf des Unternehmens Tannenberg, die Ende August 1939 unternommene Provokationen von Grenzzwischenfällen als Anlass für den Überfall auf Polen, genau rekonstruieren lassen. Er hatte nach jahrelangen Ermittlungen die überlebenden Zeugen entdeckt und einvernommen. Er sorgte für die Freigabe der Akten und 1979 die Aufnahme eines Gerichtsverfahrens.
Beim dritten Treblinka-Prozess 1970 erwirkte Spieß als Ankläger gegen den SS-Hauptsturmführer Franz Stangl eine lebenslange Freiheitsstrafe, die einzige gegen einen Kommandanten eines Vernichtungslagers.
Spieß führte auch die Anklage gegen den ehemaligen Staatssekretär im Reichsverkehrsministerium, Albert Ganzenmüller, wegen Beihilfe zum millionenfachen Mord. Das Verfahren verdeutlicht erstmals die Bedeutung der Reichsbahn beim Holocaust.

## Publizistische Tätigkeit
Spieß befasste sich auch mit der Geschichte und Politik Europas sowie mit neuer zeitgeschichtlicher Literatur. Er verfasste wichtige Beiträge für Fachzeitschriften und schrieb das Buch Unternehmen Tannenberg – Wie Hitler die Welt täuschte, das er gemeinsam mit dem WDR-Redakteur Heiner Lichtenstein, Köln, erstellte und dessen Inhalt in Radio- und Fernsehsendungen in ganz Europa bekannt gemacht wurde.

## Nachlass
Spieß hat für Juristen und Historiker umfassendes Material zu den NS-Verbrechen hinterlassen. Bei dem Nachlass von Alfred W. Spieß handelt es sich überwiegend um von ihm gesammelte Unterlagen zu den in verschiedenen Städten und Ländern geführten Prozesse gegen ehemalige Nationalsozialisten, die an Massenvernichtungen in den Lagern Treblinka, Majdanek und anderen beteiligt waren und bei denen er die Anklage führte. Es sind Kopien gerichtlicher Zeugenaussagen und Befragungen von Angeklagten, von Gerichtsbeschlüssen und deren Aufhebungen und Wiederaufnahmen.

## Ehrungen
Für seine Verdienste um die historische und juristische Aufarbeitung der NS-Vergangenheit erhielt Alfred Spieß 1991 das Bundesverdienstkreuz am Bande, das ihm der damalige Justizminister von NRW, Rolf Krumsiek, überreichte.

## Schriften
- Zusammen mit Heiner Lichtenstein: Unternehmen Tannenberg. Der Anlaß zum Zweiten Weltkrieg. Korrigierte und erweiterte Ausgabe. Ullstein, Frankfurt am Main u. a. 1989, ISBN 3-548-33118-1 (Mit einem Vorwort von Robert M. W. Kempner).
- Nationalsozialistische Gewaltverbrechen aus der Sicht von Tätern, Zeugen und nichtbetroffener Umwelt. In: Begegnungen Nr. 3/73, S. 34–65.